# Gymnoganascus stephani
Gymnoganascus stephani es una especie de coleóptero de la familia Aderidae. Es la única especie descrita del género en Norteamérica.

## Distribución geográfica
Habita en Oklahoma (Estados Unidos).